# Conspectus Florae Turkestanicae
Conspectus Florae Turkestanicae (abreviado Consp. Fl. Turkestanicae) fue una revista con ilustraciones y descripciones botánicas que fue editada por el botánico, briólogo, pteridólogo y profesor ruso, Borís Fédchenko en San Petersburgo. Fueron publicados 7 números en los años 1906 hasta 1924.